# عين الصدرية
عين  الصدرية هي أحد عيون واحة القطيف شرق السعودية، كان يضرب بها المثل في حرارة مياهها وقوة اندفاعها فعلى الرغم من وجودها جنوب غرب العوامية منطقة النخيل بسيحة القديح الا إنها تسقي عشرات البساتين التي تبعد بضع كيلومترات من موقعها، كانت من أشهر العيون وأقواهم لسقي النخيل والبساتين حيث كانت تسقي عشرات البساتين. ولكن في وقتنا الحالي فهي خالية من الماء وهو حالها وحال أكثر العيون الجوفية المشهورة في واحة القطيف فبعضها اندثرت وبعضها جفت من الماء تماماً والقليل منها لازالت تسقي البساتين. تتميز عين الصدرية بسورها المرتفع، إضافة لوضوح تشكيلها الداخلي الذي لم يتغير كثيراً رغم تهدُّم جزء كبير من سورها وتعرضها لزحف الرمال، فالطبقات المكونة للعين والفتحات التي كانت المياه تمر من خلالها لتسقي مساحات كبيرة من مزارع المنطقة، إضافة إلى امتداد القاع المعروف بالتنور وكان الماء يتدفق بغزارة.

## الموقع
تقع غرب القديح أو جنوب غرب العوامية عند الطريق المؤدي إلى السجن، خلف كهرباء الشرقية عند طريق الهدلة.

## نهايتها
لقد كانت بحالة جيدة، ثم أصابها شرخ بسيط قبل 3 أعوام تقريباً، وأخذ يتزايد حتى أكل ارتفاع العين الذي يبلغ 13 مترا تقريباً، وسماكة الجدران نصف متر، والآثار مكممة فاهها، ثم بدأ الجدار يتساقط منذ عام تقريباً وسقط ربع الجدار، بينما مسئولو الآثار والسياحة صامتون ولم يحاولوا تدارك ما أصاب العين من سقوط جزء من جدارها، والآن وقبل عام سقط أكثر من 70 بالمائة من سورها الرائع والجميل والباقي في الطريق بسبب عدم وجود أية دعامات. بالإضافة إلى جفافها من الماء تماماً.
وفي تاريخ 4 ديسمبر، 2013م انهار السور الأثري لمعلم عين الصدرية التاريخي الواقع غرب مدينة القطيف، وذلك بعد أن عانى من الإهمال، وبقي مطوقاً بشبك تابع للهيئة العامة للسياحة والتراث الوطني لأكثر من عقدين من الزمن، تحت أعين وأنظار الهيئة، وذلك ضمن سلسلة حوادث متتالية فقدت فيها محافظة القطيف خلال عامين (2011م-2012م) ثلاثة مواقع أثرية لا تقدر بثمن.
رغم المناشدات الملحة لإنقاذها وإعادة تأهيلها من جديد؛ لتكون معلماً أثرياً وسياحياً يحكي جزءاً من تاريخ وحضارة وثقافة المنطقة المتجذرة من عصور موغلة في القدم. يشار إلى أن محافظة القطيف فقدت خلال العامين (2011م-2012م) معلمين أثريين بارزين، وهما معلم عين الشنية ومعلم عين الكعيبة؛ حيث تم تجريفهما بواسطة جرافات، بسبب التمدد العمراني، ونتيجة الإهمال من قبل السياحة والآثار.
فيما يعتبر معلم الكعيبة الأثري الذي أزالته جرافة تابعة لبلدية القطيف آخر آثار القرامطة في محافظة القطيف، وهو أشهر معلم تاريخي في القطيف، يعود إلى الألف الثالث قبل الميلاد، ووعدت حينها السياحة والآثار (الهيئة العامة للسياحة والتراث الوطني حاليا) بإعادة تأهيل الموقع، إلا أن شيئاً لم يتحقق حتى الآن.

## التحسينات والترميم
تم تسويرعين الصدرية والمنطقة المحيطة بها من قِبل الآثار حمايةَ من العبث والتخريب كما وضعت لوحة تحذيرية على أنها ملك الآثار بمساحة 15 ألف متر مربع وجذبت العيون أنظار كثير من الأجانب والسياح.